# Watertoren (Alkmaar)
De watertoren in Alkmaar is ontworpen door de architecten J.C. Franken en A. Holmberg-de Beckfelt en werd gebouwd in 1900. De toren is een gemeentelijk monument.
De watertoren heeft een hoogte van 31,40 meter en had een waterreservoir van 800 m³. Het water werd omhoog gepompt vanuit de duinen bij Bergen. Deze watervoorraad zorgde voor een constante druk op het waterleidingnet en was een buffervoorraad bij calamiteiten.
Oorspronkelijk had de watertoren kantelen; daardoor deed het gebouw sterk denken aan de burcht in het stadswapen. Deze kantelen zijn echter in 1955 bij een restauratie van de bovenbouw weggehaald.
De Alkmaarse watertoren is niet meer operationeel, maar is in 2002 de huisvesting geworden van een architectenbureau. In 2014 is het aangekocht door Ingenieursbureau CLAFIS Ingenieus dat er zelf kantoor houdt. Naast hen houden Sprekersbureau deSpreker.nl en Empower Loopbaanontwikkeling er kantoor.